# Bír Tavíl

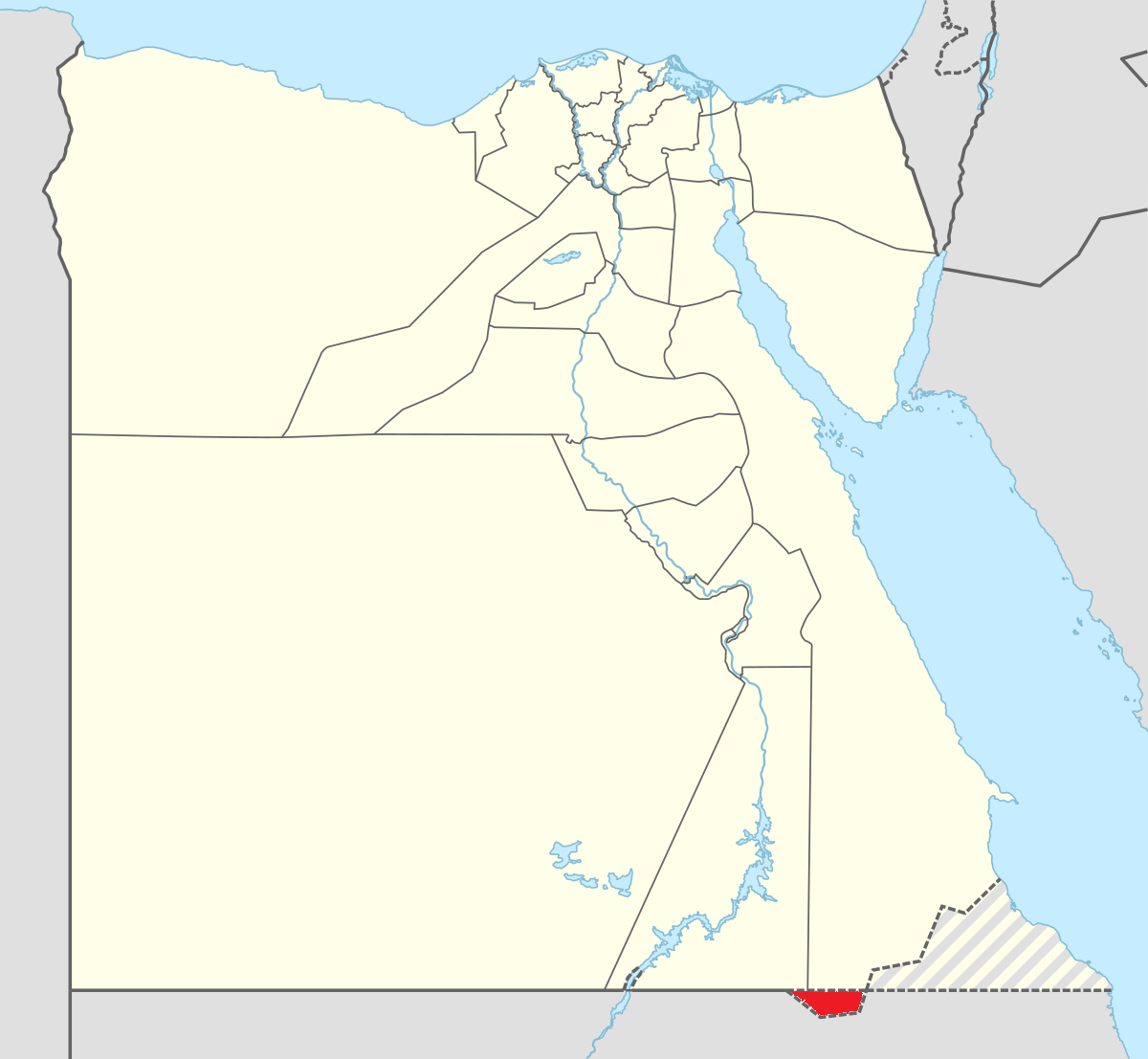
Červeně vyznačené území je Bír Tavíl

Bír Tavíl (arabsky: بير طويل) je vnitrozemské území v Africe v Núbijské poušti, které leží na hranici Egypta a Súdánu, ale ani jeden stát si na ně nečiní nárok (tzv. terra nullius). Oblast je bez stálého lidského osídlení, má rozlohu 2 060 km² a tvar nepravidelného čtyřúhelníku (blížící se lichoběžníku), nevede tu žádná silnice, nejbližší asfaltová silnice je v Halaibském trojúhelníku asi 115 km daleko od její hranice. Nadmořská výška území se pohybuje mezi 290 a 662 metry.

## Hraniční spor
V roce 1899 určila britská správa jako hranici mezi Egyptem a Súdánem 22. rovnoběžku. V roce 1902 však přišla s korekcí tzv. administrativní hranice, která zohledňovala etnické složení obyvatelstva. Město Vádí Halfa a Halaibský trojúhelník, kde žijí převážně Bédžové, byly přičleněny k Súdánu, kdežto Egyptu připadla oblast Bír Tavíl, ležící na kmenovém území Abadů. V roce 1956, kdy Súdán získal nezávislost, nastal mezi oběma státy spor o tuto upravenou hranici, zejména o Halaibský trojúhelník s velkými zásobami zlata.
Společná správa těchto území fungovala do roku 2000, kdy Egypťané využili vnitřního konfliktu v Súdánu a Halaibský trojúhelník obsadili. Jako kompenzaci Súdáncům nabídli právě (ovšem mnohem menší a prakticky bezcenný) Bír Tavíl, ti to ale odmítli, a proto ani jedna strana nepovažuje Bír Tavíl za své území.
Američan Jeremiah Heaton vyhlásil v oblasti mikronárod Království severního Súdánu, prohlásil se jeho králem a v červnu 2014 vztyčil nad Bír Tavílem vlastní vlajku. Motivací bylo přání jeho šestileté dcery, aby se stala princeznou.